# 10032 Hans-Ulrich
10032 Hans-Ulrich eller 1981 RF7 är en asteroid i huvudbältet som upptäcktes den 3 september 1981 av den amerikanska astronomen Schelte J. Bus vid Palomarobservatoriet. Den är uppkallad efter Hans-Ulrich Auster.
Asteroiden har en diameter på ungefär 6 kilometer.